# Loxobates daitoensis
Loxobates daitoensis är en spindelart som beskrevs av Ono 1988. Loxobates daitoensis ingår i släktet Loxobates och familjen krabbspindlar. Inga underarter finns listade i Catalogue of Life.